# 魔法のコトバ
「魔法のコトバ」（まほうのコトバ）は、日本のロックバンド・スピッツの楽曲。2006年7月12日にユニバーサルミュージックより通算31作目のシングルとして発売。レーベルはユニバーサルJ。初回盤のみスリップケース&デジパックトレイ仕様。

## 概要
アスミック・エース エンタテインメント配給映画『ハチミツとクローバー』主題歌。2004年のシングル「スターゲイザー」以来の2週連続TOP10入り、また、年間TOP100入りを記録。
2022年にはフジテレビ木曜劇場『silent』の挿入歌として使用された。
2005年よりフジテレビ系列で放映されていたテレビアニメ版に多くのスピッツの楽曲が挿入歌として使用されていたが、実写映画版では主題歌を初めて書き下ろすこととなった。曲が完成したのは2006年4月頃で、未だ『ハチミツとクローバー』の連載が終了していない状況だったが、完成した曲を聴いた原作者の羽海野チカは「（まるで）ハチクロのエンディング曲。胸がいっぱい」、「ハチクロのラストが変わってしまうくらいのインパクトでした」と絶賛している。
エンジニアは牧野英司が担当。ギターは12弦ギターを使用している。ストリングスは映画の主題歌であることを意識したプロデューサー亀田誠治の提案により導入。
シングルのジャケットイラストは福田利之が担当。この後のシングル「ルキンフォー」「群青」、12thアルバム『さざなみCD』のイラストも福田が担当することになる。
PVではメンバー全員が間奏部分でギターとベースを弾いているシーンがある。
サントリー企業広告「成人の日『大人じゃん・06』（母Ver.・息子Ver.）」（WEB：2024年12月 - 、テレビ放映：2025年1月11日 - 13日）に使用された。

## 収録曲
全曲 作詞・作曲：草野正宗　編曲：スピッツ&亀田誠治　弦編曲：亀田誠治
1. 魔法のコトバ
2. シャララ

## 参加ミュージシャン
魔法のコトバ
- 草野マサムネ - Vocals, Guitars
- 三輪テツヤ - Guitars
- 田村明浩 - Bass
- 﨑山龍男 - Drums
- 金原千恵子グループ - Strings
- 亀田誠治 - Programming

シャララ
- 草野マサムネ-Vocals, Guitars
- 三輪テツヤ-Guitars
- 田村明浩-Bass Guitar
- 﨑山龍男-Drums
- 山本拓夫 - Flute
- 西村浩二- Flugelhorn

## 収録アルバム
- さざなみCD（#1）
- おるたな（#2）
- CYCLE HIT 2006-2017 Spitz Complete Single Collection（#1）

## カヴァー

### 魔法のコトバ
- 蘭華 - アルバム『SWEETS! MACARON POP featuring Ranka』（2009年11月17日発売。After Time NQCL-1012、編曲：綾部健三郎）に収録。